# Baldomero Gili
Baldomero Gili Roig (en catalan, Baldomer Gili i Roig; Lérida, 19 octobre 1873 - Barcelone, 31 décembre 1926), est un peintre, dessinateur et photographe espagnol.

## Galerie

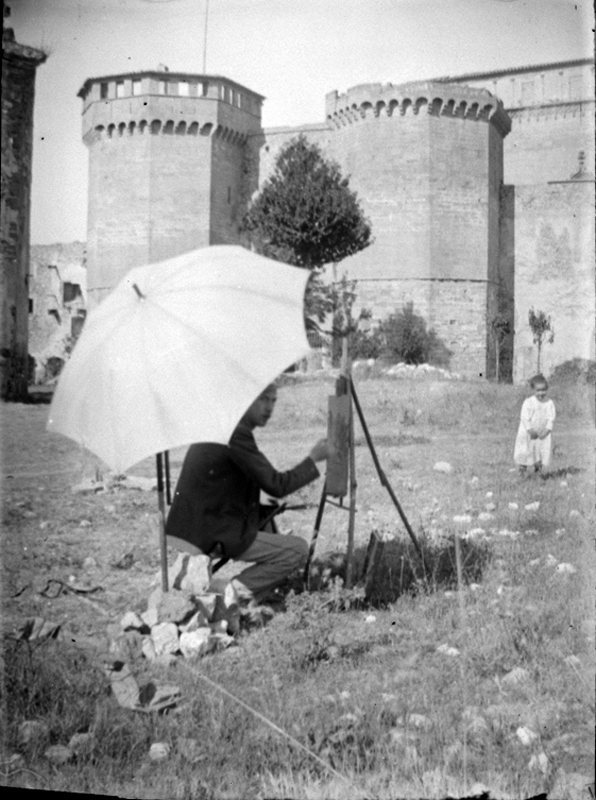
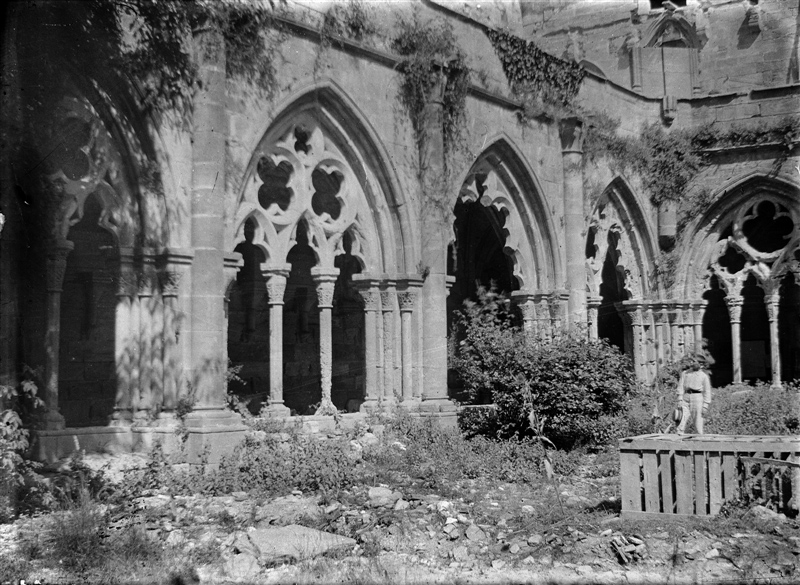
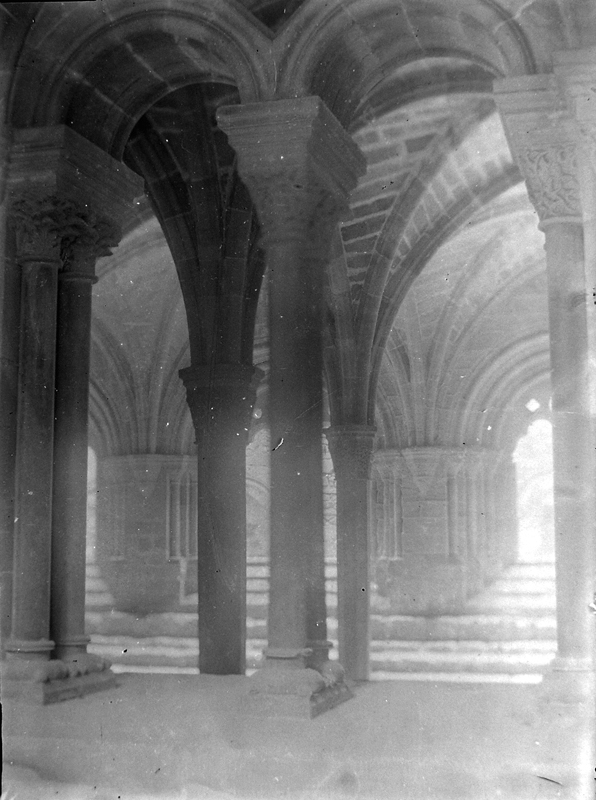
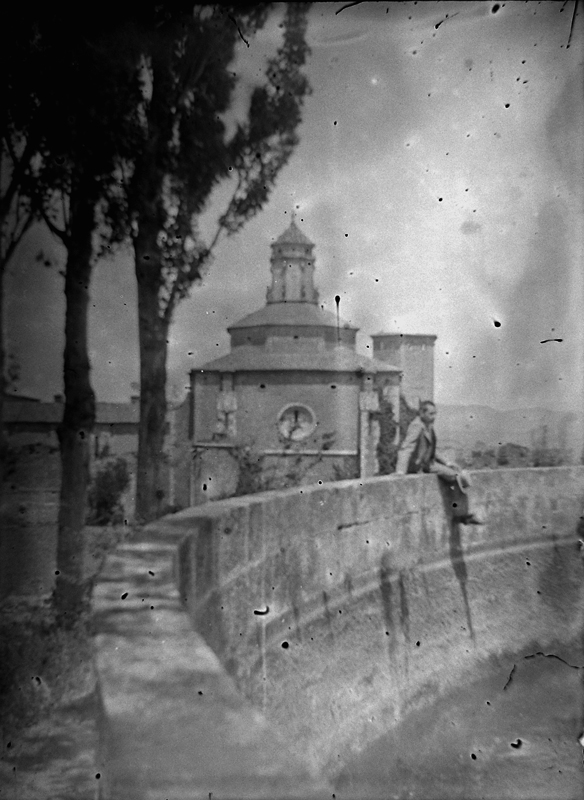

Monastère Santa-Maria de Poblet :

## Collections, archives
- Museo de Arte Jaime Morera (es)